# Bahadur Shah 2.
Abu Zafar Sirajuddin Muhammad Bahadur Shah Zafar (Urdu: ابو ظفر سِراجُ الْدین محمد بُہادر شاہ ظفر),  Bahadur Shah eller Bahadur Shah 2. (født 24. oktober 1775, død 7. november 1862) var den sidste stormogul af Indien og det sidste overhoved af Timurid-dynastiet i perioden 1837-1857.